# Дифосфогліцеринова кислота
1,3-ФГК — 1,3-дифосфогліцеринова кислота({P}-O-C(H2)-(H)C(OH)-C=O-O-{P}) — змішаний ангідрид фосфорной кислоти и карбоксильной групи. Є проміжним продуктом в реакціях молочнокислого бродіння, фотосинтезу — цикл Кальвіна , гліколізу.

## Біосинтез
Утворюється 1,3 дифосфогліцеринова кислота в результаті окиснення 3-фосфогліцеринового альдегіду в процесі гомоферментативного молочнокислого бродіння:
```
P}-O-C(H2)-(H)C(OH)-C(H)=O + C21H27N7O14P2 → P}-O-C(H2)-(H)C(OH)-C=O-O-
{P} + C21H27N7O14P2•Н2

3-фосфогліцериновий альдегід
       НАД+     1,3 дифосфогліцеринова кислота    +  НАДН2
```

Примітка: P} — залишок фосфорної кислоти

## Біологічна роль
1,3 дифосфогліцеринова кислота є проміжним продуктом в реакціях молочнокислого бродіння, фотосинтезу — цикл Кальвіна , гліколізу.

### Участь в циклі Кальвіна
Однією з найважливіших реакцій цього циклу є реакція відновлення дифосфоргліцеринової кислоти під дією ферменту тризофосфатдегідрогенази за рахунок НАДФ•Н з утворенням 3-фосфоргліцеринового альдегіду:
```
P}-O-C(H2)-(H)C(OH)-C=O-O-
{P} + C21H29N7O17P3 • Н → P}-O-C(H2)-(H)C(OH)-C(H)=O + C21H29N7O17P3
 1,3 дифосфогліцеринова кислота      НАДФ•Н          
3-фосфогліцериновий альдегід
     НАДФ
```

Примітка: P} — залишок фосфорної кислоти
Під дією гліцеральдегід-1,3-фосфатдегідрогенази дифосфогліцеринова кислота відновлюється НАД(Ф)•H (у рослин і ціанобактерій; у пурпурних і зелених бактерій відновником є НАД•H) паралельно з відщепленням одного залишку фосфорної кислоти. Утворюється гліцеральдегід-3-фосфат (фосфогліцеральдегід, ФГА, тріозофосфат) Таким чином 3-фосфогліцериновый альдегід в результаті складних реакцій, які каталізуються ферментами іде на синтез фруктозо-6-фосфату (основний продукт фотосинтезу попередник глюкози) та рібулозо-5-фосфату, який в свою чергу перетворюється на рібулозо-1,5-дифосфат, котрий приєднує СО2 і цикл повторюється.

### Участь в реакціях молочнокислого бродіння
В реакціях молочнокислого бродіння спочатку утворюється 3-фосфогліциновий альдегід, який за допомогою коферменту НАДН2 окиснюється до 1,3-дифосфогліцеринової кислоти:
```
P}-O-C(H2)-(H)C(OH)-C(H)=O + C21H27N7O14P2 → P}-O-C(H2)-(H)C(OH)-C=O-O-
{P} + C21H27N7O14P2•Н2

3-фосфогліцериновий альдегід
       НАД+        1,3дифосфогліцеринова кислота    +    НАДН2
```

Потім відбувається відщеплення фосфорного залишку 1,3 дифосфогліцеринової кислоти за рахунок коферменту АТФ з утворенням АДФ та 3-фосфогліцеринової кислоти:
```
P}-O-C(H2)-(H)C(OH)-C=O-O-
{P} + 
АТФ
 → O=C(ОН)-(H)C(OH)-C=O-O-
{P}+ 
АДФ
```

Примітка: P} — залишок фосфорної кислоти